# Ерік Шанто
Ерік Шанто  (англ. Eric Shanteau, 1 жовтня 1983) — американський плавець, олімпійський чемпіон.

## Виступи на Олімпіадах
| Олімпіада   | Дисципліна                    | Місце |
| ----------- | ----------------------------- | ----- |
| Пекін 2008  | плавання на 200 метрів брасом | 10    |
| Лондон 2012 | плавання на 100 метрів брасом | 11    |
| Лондон 2012 | комплексна естафета 4 × 100   | 1     |

## Зовнішні посилання
- Досьє на sport.references.com [Архівовано 18 серпня 2012 у Wayback Machine.]